# Чахар

Чаха́р (монг. Цахар, кит. 察哈爾, Cháhār) — историческая область Монголии; с 1928 по 1952 годы — монгольская провинция в Китае с центром в городе Калган (Чжанцзякоу).
В 1947 году северная часть провинции Чахар, населённая преимущественно монголами, была включена в автономную область Внутренняя Монголия. В 1952 году провинция Чахар была упразднена, её территория включена в провинции Шаньси и Хэбэй.